# Comuna de Sadowne
Sadowne (polaco: Gmina Sadowne) é uma gminy (comuna) na Polónia, na voivodia de Mazóvia e no condado de Węgrowski. A sede do condado é a cidade de Sadowne.
De acordo com os censos de 2004, a comuna tem 6318 habitantes, com uma densidade 43,7 hab/km².

## Área
Estende-se por uma área de 144,72 km², incluindo:
- área agricola: 65%
- área florestal: 26%

## Demografia
Dados de 30 de Junho 2004:
|                      | Total   | Total | Mulheres | Mulheres | Homens  | Homens |
| -------------------- | ------- | ----- | -------- | -------- | ------- | ------ |
|                      | pessoas | %     | pessoas  | %        | pessoas | %      |
| População            | 6318    | 100   | 3215     | 50,9     | 3103    | 49,1   |
| Densidade (pop./km²) | 43,7    | 100   | 22,2     | 22,2     | 21,4    | 21,4   |

De acordo com dados de 2002, o rendimento médio per capita ascendia a 1269,81 zł.

## Comunas vizinhas
- Korytnica, Kosów Lacki